# Liste der Monuments historiques in Vezin-le-Coquet
Die Liste der Monuments historiques in Vezin-le-Coquet führt die Monuments historiques in der französischen Gemeinde Vezin-le-Coquet auf.

## Liste der Objekte
| Bezeichnung | Beschreibung | Standort                               | Kennzeichnung | Schutzstatus | Datum | Bild |
| ----------- | ------------ | -------------------------------------- | ------------- | ------------ | ----- | ---- |
| Glocke      | Bronze, 1759 | in der Kirche St-Pierre-St-Paul (Lage) | PM35000700    | Classé       | 1919  |      |